# Лабади, Лоренс
Ло́ренс Ла́бади (англ. Laurance Labadie; 4 июня 1898 — 12 августа 1975) — американский анархо-индивидуалист и эссеист.

## Биография
Лоренс Лабади был младшим ребёнком в семье Софи и Джо Лабади, американского активиста, анархиста, издателя и автора многочисленных эссе и памфлетов, состоявшего в партии гринбекеров. Под влиянием своего отца в возрасте 16 лет Лоренс вливается в рабочее движение. Трудовой путь Лоренса связан с автомобильными заводами Детройта (Мичиган), где он работал механиком, сменив множество мест работы и попутно занимаясь самообразованием, не последняя роль в котором отводилась обширной библиотеке его отца, позже известной как Собрание Лабади. Его анархистская деятельность начинается в годы Великой депрессии: в этот период он начинает выпускать свой первый самиздатовский журнал «Discussion – A Journal of Free Spirits».
С началом Второй мировой войны Лоренс увольняется с работы и целиком посвящает себя анархизму. В конце 40-х годов он знакомится с Ральфом Борсоди, основателем движения «Школы жизни», участники которого бежали от городской суеты, организуя сельские общины и исповедуя ценности автономии и самодостаточности. Впоследствии Лоренс перебрался на одну из первых ферм «Школы», а затем и приобрёл её в собственность. Там он и прожил затворником до конца своей жизни, посвятив себя издательскому делу и работе с печатным прессом, доставшимся ему в наследство от отца, поддерживавшего отношения с деятелями движения Современных школ. Лоренс выпустил множество самиздатовских журналов и регулярно публиковался в многочисленных анархистских изданиях.

## Взгляды
Как и его отец, Лоренс высоко ценил идеи Бенджамина Такера, с которым он вступил в активную переписку, когда тот уже отошёл от дел и поселился в Европе. Как и многие анархисты XIX века, излагавшие свои идеи на страницах журнала «Liberty», редактором которого был Такер, Лоренс Лабади настаивал на необходимости конкуренции и частной собственности для обеспечения свободы действий, придерживаясь самобытного взгляда на проблему денег. Наследуя Прудону и Штирнеру и развивая идеи анархо-индивидуализма и мютюэлизма, он поддерживал переписку с экономистом Э. К. Ригелем и с уважением отзывался об экспериментах Сильвио Гезелля, при этом не уставая полемизировать с современными ему анархистами как левого, так и правого толка, самыми видными из которых были предтечи современного либертарианства Мюррей Ротбард, Сид Паркер и Айн Рэнд.
Как и Такер, Лабади в своей аргументации относительно анархизма занял позицию утилитарного индивидуализма в противовес естественно-правовой теории, в пользу которой высказывался Лисандр Спунер в 1880-х годах. Кроме того, на ход мыслей Лабади повлиял Джосайя Уоррен, чья концепция «суверенитета личности за счёт собственных средств» стала для Лабади руководящим принципом. Сам же Лабади оказал влияние на политико-экономические воззрения Роберта Антона Уилсона.
К концу жизни, смирившись с тем, что его идеям едва ли суждено получить широкое признание, и устав от нескончаемых препирательств с оппонентами и издателями, Лоренс отходит от издательской деятельности. В своём последнем эссе, напечатанном при его жизни, он излагает своё видение антиутопии, которой суждено было воплотиться вследствие грубого непонимания идей анархизма и человеческой природы вообще.

## Публикации на русском языке
- Лабади, Лоренс. Анархо-пессимизм: тупики политической мысли = Anarcho-Pessimism: the Collected Writings of Laurance Labadie / пер. с англ. А. Рабкина. — СПб.: Chaosss/Press, 2020. — 328 с. — ISBN 978-5-6045497-1-1.